# Stary Sącz (gemeente)

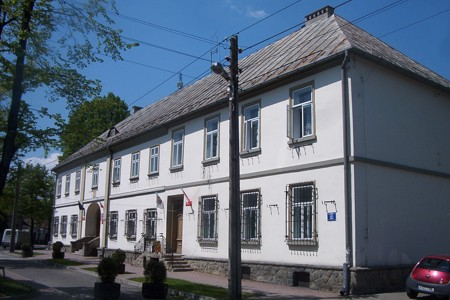
Gemeentehuis

De gemeente Stary Sącz is een stad- en landgemeente in de Poolse woiwodschap Klein-Polen, in powiat Nowosądecki. De zetel van de gemeente is in Stary Sącz.
De gemeente grenst aan Łącko, Nawojowa, Podegrodzie, Rytro en steden Nowy Sącz en Szczawnica.

## Administratieve plaatsen (sołectwo)
Barcice Dolne, Barcice Górne, Gaboń, Gaboń-Praczka, Gołkowice Dolne, Gołkowice Górne, Łazy Biegonickie, Mostki, Moszczenica Niżna, Moszczenica Wyżna, Myślec, Popowice, Przysietnica, Skrudzina, Wola Krogulecka en stad Stary Sącz.